# Leineinsel Döhren

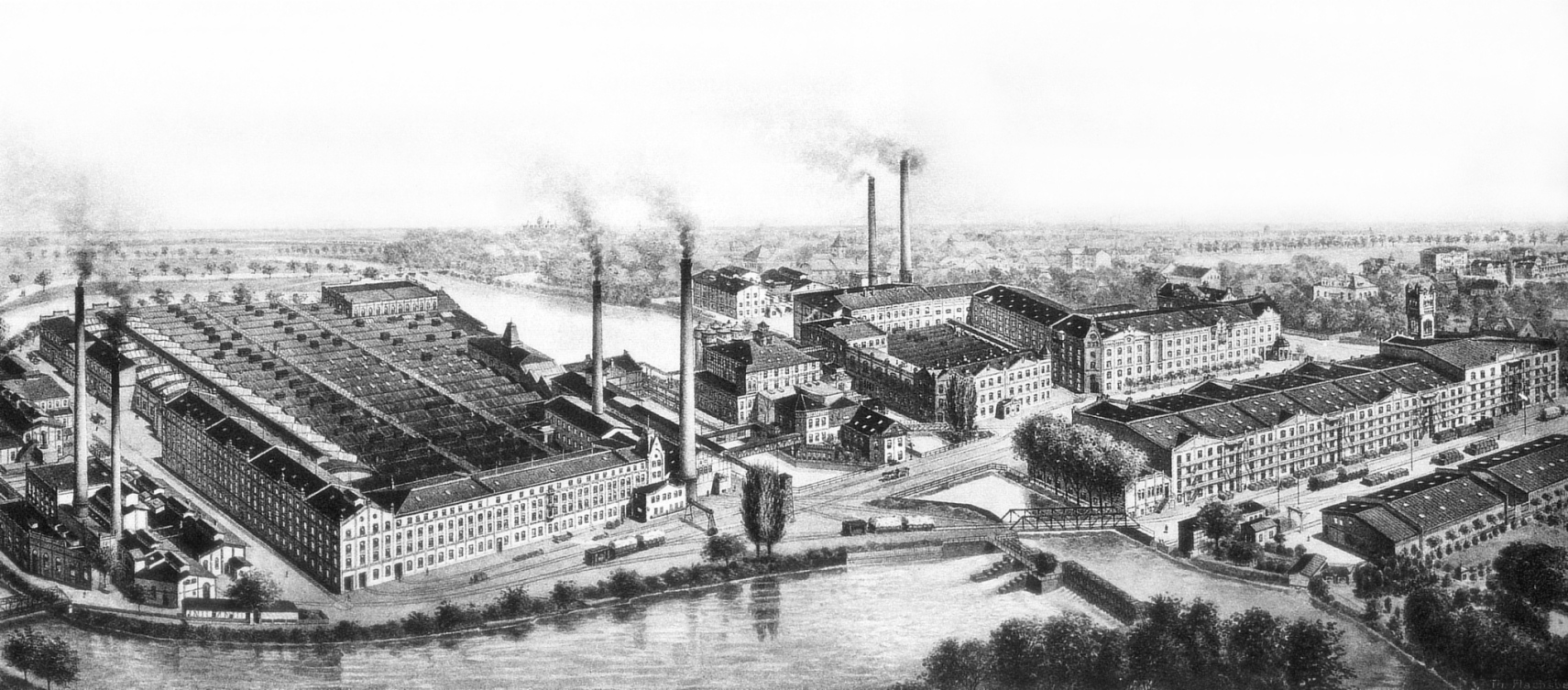
Die Leineinsel Döhren mit Werksbauten der Döhrener Wollwäscherei und -kämmerei um 1900

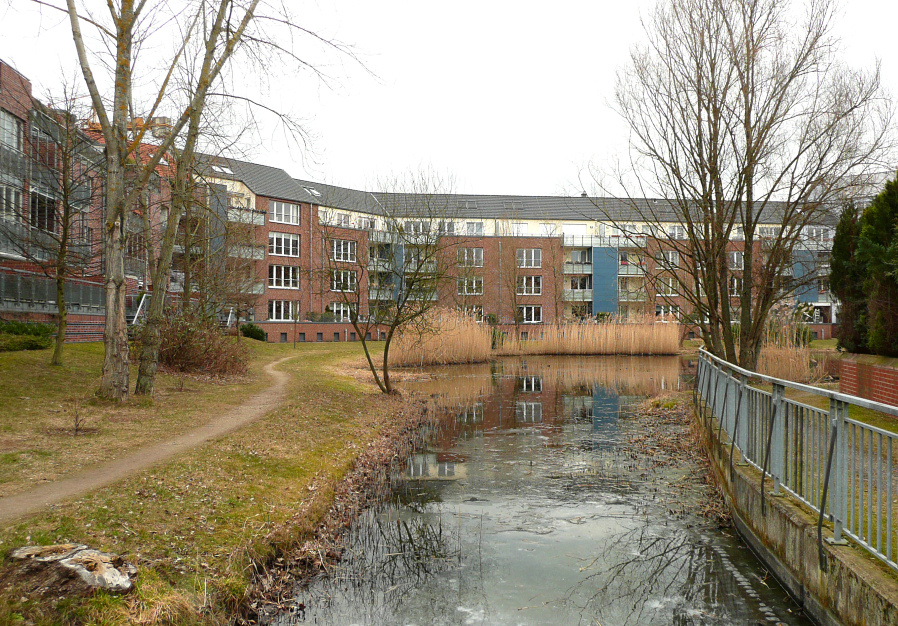
Heutige Wohnbebauung und Innenteich auf der Insel

Die Leineinsel Döhren ist eine Flussinsel der Leine im Stadtteil Döhren der Stadt Hannover. Sie liegt westlich des alten Dorfkerns von Döhren auf dem rechten Ufer der Leine. Heute befindet sich auf der Insel eine Wohnsiedlung mit rund 1000 Wohnungen.

## Geschichte
Im Jahr 1402 wird erstmals urkundlich die Döhrener Mühle als unterschlächtige Wassermühle auf der Leineinsel erwähnt. Die Ländereien und Baulichkeiten auf der Insel gehörten zur Mühle. 1652 erwarb der hannoversche Kaufmann Johann Duve die Insel und errichtete 1667 erstmals eine Wehranlage im Fluss, um den Wasserfluss zur Mühle zu regulieren. 1703 erwarb die Stadt Hannover die Insel, die sie 1850 an den Mühlenpächter Carl Georg Fiedeler veräußerte. 1872 verkaufte Fiedeler die Insel an die Döhrener Wollwäscherei und -kämmerei, deren erste Werksbauten bereits 1868 entstanden waren. Die Mühlengebäude auf der Insel wurden abgebrochen und es entstand der Industriekomplex der Wollwäscherei. Nach deren Betriebsstilllegung 1972 und der anschließenden Unternehmensauflösung wurden die Fabrikbauten in den 1970er Jahren abgerissen.
Nach dem Erwerb des Betriebsgeländes durch das Wohnungsunternehmen Neue Heimat wurde die Leineinsel in den 1980er Jahren mit überwiegend vierstöckigen Mehrfamilienhäusern für gehobene und mittlere Ansprüche bebaut. Es wurden Grünanlagen und Feuchtzonen angelegt, die den Charakter des Lebens am Wasser symbolisieren, zum Beispiel ein Innenteich mit Schilfzonen.